# Zentiva
Zentiva è un'azienda farmaceutica con sede a Praga, nella Repubblica Ceca. L'azienda sviluppa, produce e commercializza un'ampia gamma di farmaci generici e da banco.
Zentiva impiega più di 4700 persone in tutta Europa e ha tre siti produttivi a Praga, Bucarest e Anklesvar. Dal 2018, Zentiva è interamente controllata dalla società di private equity Advent International; in precedenza (dal 2008 al 2018) era una filiale di Sanofi.

## Storia

### 1488
Le radici dell'azienda farmaceutica ceca risalgono al 1488 con la Farmacia dell'Aquila Nera (in ceco: "U Černého Orla"), situata a Malá Strana, nel centro di Praga. Nel 1857 la farmacia fu acquistata da Benjamin & Karel Fragner (1824-1886). I suoi piani di espansione furono avviati dal figlio Dr. Karel Fragner (1861-1926) e ulteriormente ampliati dal Dr.Ing. Jiří Fragner (1900-1977). Insieme al fratello, l'architetto Jaroslav Fragner, costruì e progettò un nuovo e moderno stabilimento farmaceutico a Dolní Měcholupy, oggi parte di Praga. Oggi la sede di Zentiva si trova nei locali della fabbrica originale.

### 1930
La fabbrica "Benjamin Fragner" iniziò a produrre farmaci nell'agosto del 1930. La sua redditività si basava su una solida base di sostanze attive, con le quali è iniziata un'intensa attività di ricerca e sviluppo. Durante la Seconda Guerra Mondiale, dopo la chiusura delle università ceche in seguito all'occupazione tedesca, la fabbrica Fragner divenne un rifugio per molti importanti specialisti. Ad esempio, uno dei primi isolamenti di successo della penicillina (BF Mykoin 510) fu realizzato in questo sito.

### 1946
Nel 1946 l'azienda viene nazionalizzata dal governo ceco e la fabbrica e la farmacia vengono separate. La fabbrica diventa parte della SPOFA (United Pharmaceutical Enterprises) con 750 dipendenti. Era il principale sito farmaceutico della Cecoslovacchia del dopoguerra. All'inizio degli anni Sessanta, per soddisfare la crescente domanda di forme di dosaggio, si pose la questione di potenziare il sito per aumentare ulteriormente le quantità prodotte. L'ammodernamento fu completato nel 1979 e portò alla costruzione di nuovi e moderni impianti di produzione.

### 1989
A partire dal 1989 l'azienda ha attraversato una serie di importanti cambiamenti organizzativi e di proprietà. Nel 1993 il nome dell'azienda viene cambiato da Léčiva a.s. a Zentiva k.s. Successivamente, nel 1998, il management di Zentiva acquisisce la maggioranza delle azioni e si concentra sui farmaci generici di marca. Nel 2003 viene introdotto un nuovo marchio aziendale, Zentiva CZ s.r.o.. Nello stesso anno, al portafoglio di Zentiva si aggiunge la principale azienda farmaceutica slovacca, Slovakofarma. Nel 2004 Zentiva viene quotata alla Borsa di Praga e alla Borsa di Londra. Zentiva si espande anche in Polonia e Russia e in altri mercati dell'Europa centrale e orientale. Più tardi, nel 2005, Sicomed (azienda leader di farmaci generici in Romania, oggi Zentiva SA) è stata acquisita e aggiunta al portafoglio di Zentiva.

### 2007
All'inizio del 2007 Zentiva ha aumentato la sua attività in Ungheria e ha acquisito Eczacibaşi Generic Pharmaceuticals (produttore leader in Turchia). Il 2008 ha segnato l'acquisizione di Zentiva da parte della holding francese Sanofi, che ha deciso di farne la sua piattaforma europea di farmaci generici. Zentiva divenne quindi parte del franchising dei farmaci generici di Sanofi.

### 2018
Nel 2018, Advent International ha acquisito la divisione europea del business dei generici di Sanofi - Zentiva. Operazione del valore complessivo di 1.919 miliardi di euro. Zentiva, con il supporto di Advent International, uno dei maggiori fondi azionari, è diventata indipendente.
Dopo l'acquisizione da parte di Advent International, Zentiva ha avviato una serie di acquisizioni a ritmo serrato per rafforzare la propria posizione nei mercati dei farmaci generici e da banco, sia in Europa che al di fuori di essa. Nell'aprile 2019, Zentiva ha acquisito Creo Pharmaceuticals, filiale con sede nel Regno Unito della statunitense Amneal Pharmaceuticals dal 2013. A maggio è stata la volta di Solacium, azienda farmaceutica con sede in Romania, che ha ampliato la sua presenza nei mercati dei farmaci generici e da banco.

### 2022
Nel gennaio 2022, Zentiva ha ricevuto il riconoscimento Top Employer dal Top Employer Institute nella Repubblica Ceca e in Romania.